# Телемаку-Борба (микрорегион)

Телемаку-Борба на карте.

Телемаку-Борба (порт. Microrregião de Telêmaco Borba) — микрорегион в Бразилии, входит в штат Парана. Составная часть мезорегиона Восточно-центральная часть штата Парана. Население составляет 	158 999	 человек (на 2010 год). Площадь — 	9489,583	 км². Плотность населения — 	16,76	 чел./км².

## Демография
Согласно сведениям, собранным в ходе переписи 2010 г. Национальным институтом географии и статистики (IBGE), население микрорегиона составляет:						
| Полное население                             | Полное население                             | Полное население                             | Полное население                             | 158 999 |
| -------------------------------------------- | -------------------------------------------- | -------------------------------------------- | -------------------------------------------- | ------- |
| в том числе:                                 | Городское население                          | 115 472                                      | Процент городского населения, %              | 72,62   |
|                                              | Сельское население                           | 43 527                                       | Процент сельского населения, %               | 27,38   |
|                                              | Мужское население                            | 80 086                                       | Процент мужского населения, %                | 50,37   |
|                                              | Женское население                            | 78 913                                       | Процент женского населения, %                | 49,63   |
| Плотность населения, чел/км²                 | Плотность населения, чел/км²                 | Плотность населения, чел/км²                 | Плотность населения, чел/км²                 | 16,76   |
| Население микрорегиона в % к населению штата | Население микрорегиона в % к населению штата | Население микрорегиона в % к населению штата | Население микрорегиона в % к населению штата | 1,52    |

## Статистика
- Валовой внутренний продукт на 2003 год составляет 1 437 937 475,00 реалов (данные: Бразильский институт географии и статистики).
- Валовой внутренний продукт на душу населения на 2003 год составляет 9722,45 реалов (данные: Бразильский институт географии и статистики).
- Индекс развития человеческого потенциала на 2000 год составляет 0,700 (данные: Программа развития ООН).

## Состав микрорегиона
В составе микрорегиона включены следующие муниципалитеты:
1. Имбау
2. Ортигейра
3. Резерва
4. Телемаку-Борба
5. Тибажи
6. Вентания